# Nikkel-64
Nikkel-64 of 64Ni is een stabiele isotoop van nikkel, een overgangsmetaal. Het is een van de vijf stabiele isotopen van het element, naast nikkel-58, nikkel-60, nikkel-61 en nikkel-62. De abundantie op Aarde bedraagt amper 0,9256%.
Nikkel-64 ontstaat onder meer bij het radioactief verval van kobalt-64, koper-64 en zink-64.
48Ni · 49Ni · 50Ni · 51Ni · 52Ni · 53Ni · 54Ni · 54mNi · 55Ni · 56Ni · 57Ni · 58Ni · 59Ni · 60Ni · 61Ni · 62Ni · 63Ni · 63mNi · 64Ni · 65Ni · 65mNi · 66Ni · 67Ni · 67mNi · 68Ni · 68m1Ni · 68m2Ni · 69Ni · 69m1Ni · 69m2Ni · 70Ni · 70mNi · 71Ni · 72Ni · 73Ni · 74Ni · 75Ni · 76Ni · 77Ni · 78Ni · 79Ni · 80Ni